# 하한공
하한공(河漢功, Ha Hangong, ? ~ ? 년)는 조선시대의 무신으로 내금위 정3품의 어모장군을 역임했다. 본관은 진양(晉陽), 아버지는 사직을 지낸 하호성이다. 조부는 유학자 장사랑공 하맹제이며 증조부는 이조참판 하효명, 고조부는 조선조 명재상인 문효공(文孝公) 하연 선생이다.

## 생애
하한공은 하문(河門)이 전통적인 유교 가문이기는 하나, 무를 중요시한 가풍에 영향을 받아 학문을 통해 ‘충’을 다하는 것도 중요하겠지만 무를 통하여 나라의 안위를 실천하는 것이 무엇보다 중요하게 여겼다. 그래서 하한공은 무반으로 관직에 진출하여 여러 무관직을 거치고 난뒤, 내금위(內禁衛) 정3품의 어모장군(禦侮將軍)에 이르렀다.
하한공이 ‘무’을 통하여 ‘충’을 다하겠다는 이 같은 신념은 그의 아들인 하숙(河淑)도 무과에 급제하여 어모장군(禦侮將軍)을 역임한다. 이렇듯 조선 개국 후, 초창기 국법 질서와 국기를 바로 세우는데 막대한 공헌을 한 세종조 명재상 하연 선생의 후손들 중에서 특히 충신과 효자, 효부가 많이 배출되었다는 것은 능히 짐작하고도 남을 대목이다.

## 가족관계
- 고조부 : 하연(河演, 영의정)
- 증조부 : 하효명(河孝明, 증이조참판)
  - 조부 :  하맹제(河孟濟, 將仕郎)
    - 아버지 : 하호성(河好成, 사직)
      - 아들 : 하숙(河淑), 어모장군)
        - 손자 :하설(河說, 가선대부)

### 직계 후손
- 하승무(16세손, 역사신학자, 시인)[2][3][4]

## 참고 자료
- 晉陽河氏大同譜(壬辰譜,1952년)
- 晉陽河氏大同譜(乙未譜,1955년)
- 晉陽河氏大同譜(庚子譜,1960년)
- 晉陽河氏大同譜(甲子譜,1984년)
- 晉陽河氏大同譜(庚辰譜,2000년, 인제대학교 족보도서관 전자판)
- 하승무의 晉陽河氏 家門人物硏究(2015년)